# In einem Land vor unserer Zeit III – Die Zeit der großen Gabe
In einem Land vor unserer Zeit III – Die Zeit der großen Gabe ist ein Zeichentrickfilm. Regie führte Roy Allen Smith. Der Film ist im Jahr 1995 in den USA erschienen. Er stammt von Universal Pictures.

## Handlung
Littlefoot und seine Freunde Cera, Petrie, Ducky und Spike leben immer noch im Großen Tal. Sie genießen das Leben, geraten aber immer wieder mit drei Rowdies aneinander: Hyp, einem Hypsilophodon, und seinen beiden Freunden, einem Muttaburrasaurus und einem Nodosaurus, die sie als „Frischlinge“ bezeichnen und ärgern. Und eines Tages wird die Idylle plötzlich durch ein großes Erdbeben gestört, wobei „fliegende Steine“ vom Himmel fallen. Die Saurier können sich zwar retten, doch der Wasserfall, ihre Lebensgrundlage, ist versiegt, da das Wasser durch Felsbrocken blockiert wird. Als das Tal immer mehr austrocknet und die Nahrung immer knapper wird, kommt es unter den erwachsenen Dinos zu einem schlimmen Streit. Ceras Vater schlägt vor, dass die Bewohner des „großen Tals“ eine Reihe festlegen sollen, die ihnen vorschreibt, wann sie ihren Durst stillen dürfen. Zudem soll nun kein Tropfen Wasser verschwendet werden. Er selbst überwacht die Einhaltung dieser Reihe. Am nächsten Tag bekommt auch Littlefood dies zu spüren, was seine Großeltern verärgert, da sie dachten, diese Regel gelte nicht auch für die Kinder. Zudem ist sein Großvater der Meinung, dies sei den Kindern gegenüber unfair. Vater Dreihorn, der schon bald durch seine Herrschsucht negativ auffällt, meint jedoch, beim Überleben ginge es nicht um Fairness, sondern allein um Härte und Stärke. Zudem hält er dank Hyp und seiner Bande Littlefood für einen schlechten Einfluss und untersagt seiner Tochter daher den Kontakt mit ihm, sehr zu ihrem Missfallen, da sie zu ihrem Freund hält. Als es zu einem Vater-Tochter-Streit kommt, wirft Cera ihrem Vater wütend vor, bloß nicht zu wollen, dass sie Spaß hat. Er selbst ist der Meinung, das Richtige für seine Tochter zu tun, zumal er wegen ihrer Sicherheit mit ihr sehr viel schimpft, verzweifelt aber auch angesichts des Streits mit seiner Tochter.
Als die Lage immer prekärer wird und die Dinosaurier schon offenbar aus Verzweiflung die Regel missachten, brechen Littlefood, Cera, Petrie, Ducky und Spike auf, um die Ursache für den Wasserverlust zu finden. Dabei gelangen sie ins „geheimnisvolle Jenseits“, wo die Scharfzähne genannten Raubsaurier leben. Sie merken dabei, wie wichtig Zusammenhalt ist, und finden schließlich die Felsblockade als Ursache für das Versiegen des Wasserfalls heraus, die dazu geführt hat, dass sich im geheimnisvollen Jenseits riesige Wassermengen gestaut haben. Sie gehen zurück ins große Tal, um den Erwachsenen davon zu erzählen. Doch nun wird es noch gefährlicher: durch einen Blitzschlag breitet sich ein großes Feuer im Tal aus. Die Kinder bemerken das und warnen die Erwachsenen rechtzeitig. Ceras Vater ergreift mit seiner Tochter die Flucht und will, dass auch der Rest der Herde ihm folgt. Allerdings läuft er mit dem Wind, was schon bald zur Folge hat, dass er und Cera in einem Flammeninferno gefangen sind. Während zuerst Littlefoods Großmutter und – weil sie wegen der hohen Rauchschwaden nichts mehr sehen kann – schließlich er selbst die Herden gegen die Windrichtung und damit aus dem Brand heraus führt, rettet sein Großvater Cera und ihren Vater vor dem Feuer und kommt mit ihnen nach. Nun begeben sich die Dinosaurier gemeinsam auf den Weg zum Wasser. Littlefoods Großvater mahnt zur Vorsicht, da das Wasser auch noch andere Wesen anlocken könnte, zumal sie im geheimnisvollen Jenseits sind. Dabei geraten die Kinder wieder mit Hyp und seinen Freunden aneinander, als sie eine Wasserstelle entdecken und Hyp – egoistisch wie er ist – allein hineinspringt. Das stellt sich jedoch als großer Fehler heraus, da es in Wahrheit eine Teergrube ist und er bald darauf zu versinken beginnt. Die Kinder schaffen es jedoch mit vereinten Kräften, den Angeber zu retten. Als die Erwachsenen – darunter auch Hyps Vater – eintreffen, muss der ängstliche Hyp sich wie einst Cera eine laute Standpauke seines Vaters anhören, der ihm schwere Vorwürfe macht. Ceras Vater erkennt nun, dass er selbst zu viel mit seiner Tochter schimpft und erklärt Hyps Vater daher, dass es keinen Sinn macht, immer nur wütend zu reagieren, da sein Sohn dann nichts anderes kennt und folglich auch so ein Verhalten an den Tag legen wird. Dies weiß er nun selbst aus eigener Erfahrung und nun ist auch ihm klar, dass die Kinder das Wasser gefunden haben, weil sie zusammengehalten haben und sie als Erwachsene dies nun auch tun sollten.
Beim Wasser angekommen stillen sie alle ihren Durst, werden dann aber von einem Rudel Scharfzähne angegriffen. Die Raubsaurier haben es auf die Kinder abgesehen, doch die Erwachsenen verteidigen diese tapfer gegen die Angreifer. Die Kinder schaffen es schließlich – gemeinsam mit Hyp und seinen Freunden – die Felsblockade zu beseitigen und so das Wasser wieder zum Fließen zu bringen, wobei die Raptoren weggespült und der Brand im Tal gelöscht werden.
Nach diesem Abenteuer kehren die Dinosaurier ins Tal zurück, stellen aber fest, dass das Wasser zwar wieder fließt, der Brand jedoch einen Großteil aller Pflanzen des Tals zerstört hat. Sie ziehen daraufhin – so lange, bis wieder mehr Nahrung verfügbar ist – von einer noch grünen Stelle zur nächsten und teilen die Nahrung dabei großzügig miteinander. Littlefood und seine Freunde vertragen sich zudem endlich mit Hyp und dessen Freunden und dieser versöhnt sich auch mit seinem Vater und teilt ebenfalls sein Essen mit den anderen. Die Zeit, in der die Dinosaurier so großzügig miteinander umgehen, wird bekannt als „Die Zeit des großen Teilens“.

## Charaktere
| Rolle                  | Gattung     | Englischer Sprecher | Deutscher Sprecher   |
| ---------------------- | ----------- | ------------------- | -------------------- |
| Littlefoot             | Apatosaurus | Scott McAfee        |                      |
| Cera                   | Triceratops | Candace Hutson      | Magdalena Turba      |
| Ducky                  | Saurolophus | Heather Hogan       | Anne Helm            |
| Petrie                 | Pteranodon  | Jeff Bennett        | Wolfgang Ziffer      |
| Spike                  | Stegosaurus | Rob Paulsen         | Mario von Jascheroff |
| Littlefoots Großvater  | Apatosaurus | Kenneth Mars        | Karl Schulz          |
| Littlefoots Großmutter | Apatosaurus | Linda Gary          | Rita Engelmann       |
| Ceras Vater            | Triceratops | John Ingle          | Helmut Krauss        |
| Hyp                    |             | Whit Hertford       | Michael Iwannek      |
| Mutt                   |             | Jeff Bennett        | Frank Schröder       |
| Nod                    |             | Scott Menville      | Björn Schalla        |
| Hyps Vater             |             | Nicholas Guest      | Thomas Wolff         |
| Erzähler               |             | John Ingle          | Roland Hemmo         |